# Farkasvölgy
Farkasvölgy egybeírva Budapest egyik városrésze a XII. kerületben. Nevét az ott található Farkas-völgy után kapta.

## Fekvése
Határai: Kázmér utca az Edvi Illés úttól – János Zsigmond utca – Rácz Aladár út – Törökbálinti út – Edvi Illés út a Kázmér útig.[forrás?]

## Története
Döbrentei Gábor 1847. évi dűlőkeresztelője alkalmával a német Wolfstal tükörfordításaként született mai elnevezése.
A terület közepén, a Rác Aladár és Kulacs utcák végei és a Kázmér lejtő között található a Farkasvölgyi karsztbokorerdő, amelyet 1994-ben nyilvánítottak természetvédelmi területté (20/36/TT/94).